# Kelurahan Kampungbaru (administrativ by i Indonesien, Nusa Tenggara Timur, lat -9,86, long 124,28)
Kelurahan Kampungbaru är en administrativ by i Indonesien.   Den ligger i provinsen Nusa Tenggara Timur, i den sydöstra delen av landet, 2 000 km öster om huvudstaden Jakarta.